# Jan I. (olomoucký biskup)
Jan I., OSB (německy Johann I. von Breunau / z Břevnova, ? – 25. listopadu 1085) byl v letech 1063–1085 první bezpečně doložený biskup olomoucký.

## Život a duchovní činnost
Jan I. byl benediktin, který přišel z kláštera v Niederaltaichu do Břevnovského kláštera. Odtud byl pak roku 1062, se svolením pražského biskupa Šebíře, poslán Vratislavem II. do Olomouce jako biskup. Tak vzniklo druhé biskupství v Českých zemích. Zde získal jako katedrálu dnes již neexistující kostel sv. Petra lokalizovaný na olomouckém hradě, v oblasti poblíž Arcibiskupského paláce a Zbrojnice a současné katedrály sv. Václava.
Vznik nového biskupství se nelíbil Vratislavovu nejmladšímu bratru Jaromírovi, který dokonce na nového biskupa napadl. Kníže Vratislav nechal biskupa Jana I. eskortovat do Prahy. Vratislav žádal papeže Řehoře VII. o zrušení olomouckého biskupství, ale nebylo mu papežem vyhověno. V roce 1085 si Jaromír u Vratislava vymohl zrušení biskupství. Po Jaromírově smrti však bylo olomoucké biskupství obnoveno.

## Text latinského pramene

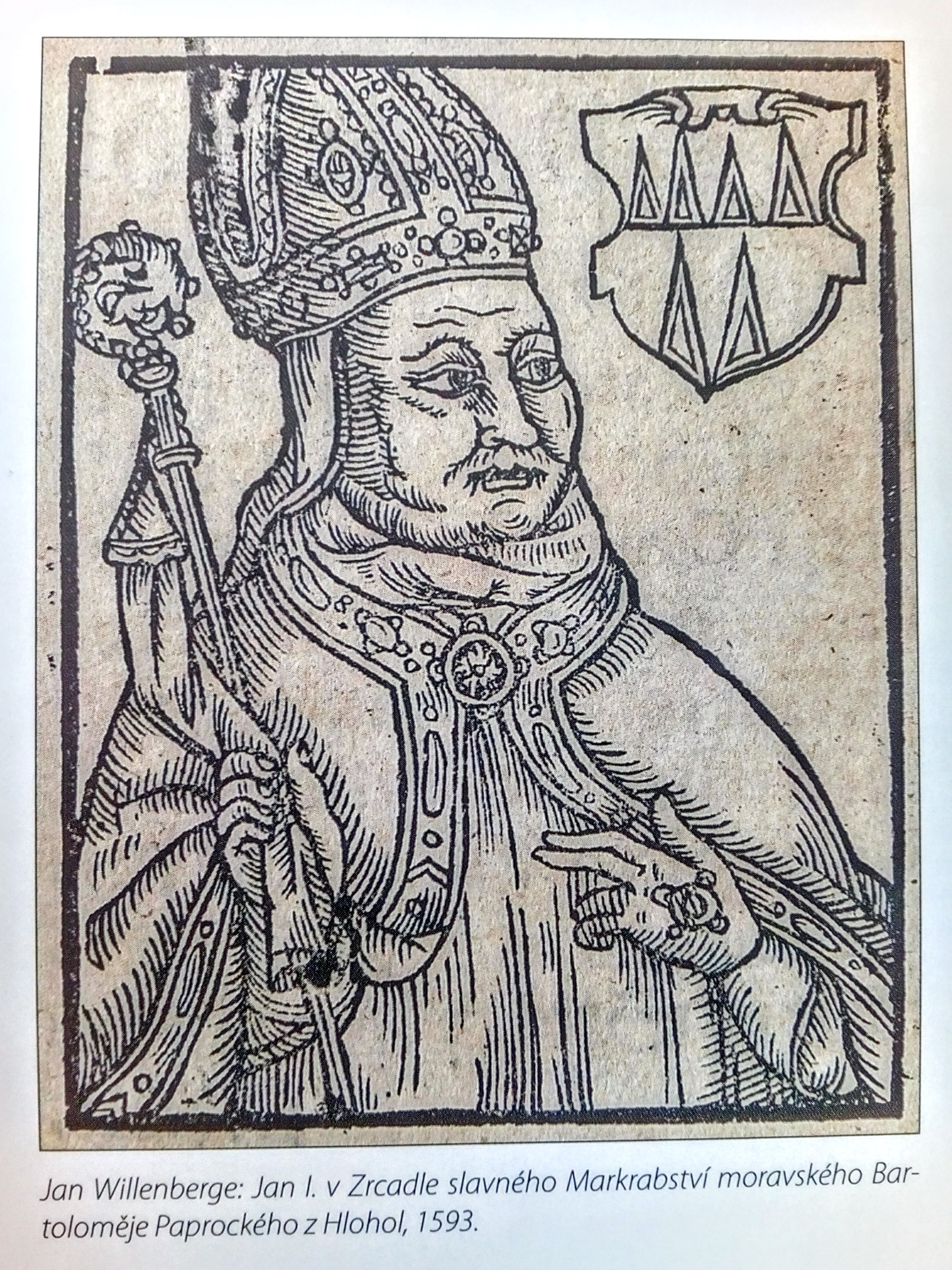
Jan I., biskup olomoucký

Granum catalogi praesulum Moraviae (překlad V. Gaja):
"1063. Za vlády papeže Alexandra II. a císaře Jindřicha III. český kníže Vratislav se souhlasem šestého pražského biskupa, Šebíře, oddělil od pražského biskupství moravské biskupství a za třetího biskupa moravského ustanovil pražského kanovníka Jana. Na biskupa ho vysvětil mohučský biskup Sigelfred. [Jan] velmi statečně vystoupil na ochranu práv a statků svého kostela v Podivíně proti sedmému biskupu pražskému, Jaromírovi, alias Gebhardovi, který tento statek neprávem obsadil; stalo se tak v druhém roce Jaromírovy vlády."